# Зваммердам

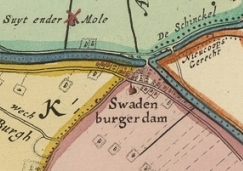
Зваммердам на мапі 1687 року

Зваммердам (нід. Zwammerdam) — село в муніципалітеті Алфен-ан-ден-Рейн, провінція Південна Голландія, Нідерланди. Розташоване за 6 км на південний схід від адміністративного центру муніципалітету — міста Алфен-ан-ден-Рейн, на березі річки Ауде-Рейн. На відміну від більшості сіл у долині Ауде-Рейну, Зваммердам сформувався навколо площі і тому має компактний історичний центр із старовинними будівлями і звивистими вуличками.

## Історія
У давньоримську добу біля сучасного Зваммердама існував римський форт-кастеллум Nigrum Pullum (укр. «чорна земля»), у якому, окрім військ, базувалися і кораблі. У 1970-х роках в археологічних розкопках біля села були знайдені рештки трьох римських кораблів та трьох човнів. Найбільший корабель був 34 метри у довжину і 4,40 метри у ширину.
Поселення на цьому місті виникло у VIII—X століттях, у XX столітті громада Зваммердама умовним роком заснування поселення визначила 960 рік. У XII столітті згадується замок Suadeburch (від suade — укр. кордон), зведений графом Голландії Флорісом III на східному кордоні графства, однак за історичними даними укріплення на цьому місці існувало і раніше. Біля замку граф Флоріс нелегально збудував дамбу Suadenburcherdam, яка спричиняла постійні затоплення земель утрехтського єпископа. Останній поскаржився на це своєму сюзерену, імператорові Священної Римської імперії Фрідріху Барбароссі, який 1165 року видав письмовий наказ знищити дамбу. Невідомо, хто і коли зруйнував дамбу Suadenburcherdam, втім, історичні документі свідчать про те, що наступник Флоріса III, Віллем I домовився із єпископом Утрехтським Дідеріком частково розібрати дамбу, даючи можливість пропливати по річці невеликим суднам.
Біля замку Suadeburch виникає поселення. Близько 1260 року тут вже існує церковна парафія при церкві, зведеної на південний схід від замку. Через своє розташування на кордоні графства Голландія та Утрехтської дієцезії, поселення часто страждає від феодальних міжусобиць, набігів гелдерландців, пізніше — від феодальної «війни гачків і тріски». У XV столітті будівля місцевої церкви значно постраждала від пожежі.
Наступне випробовування для Зваммердама було у 1672 році, коли французька армія атакувала Нідерланди. Більшість мешканців полишили Зваммердам, тікаючи від французів, а ті, що залишилися, були вбиті. Внаслідок цієї навали у сучасному селі немає будівель, зведених до 1672 року. Через деякий час, у 1674 році, почалася відбудова поселення. У 1676 році Клаес ван Остгорн збудував у селі церкву.
У Зваммердамі було три вітряки. Один розташовувався у центрі села і виготовляв олію, він був зведений до 1663 року і у майбутньому розібраний (точна дата невідома). Два інші вітряки були при тартаках: перший, De Palmboom, був зведений у XVII столітті, перебудований після пожежі у 1870 році і розібраний 1927 року, другий, De Akkerboom, був зведений у 1739 році і розібраний близько 1922 року.
У 1827 році у Зваммердамі збудували ратушу, і до 1964 року Зваммердам був окремим муніципалітетом. У 1964 році його територію поділили між собою муніципалітети Бодегравен і Алфен-ан-ден-Рейн, останній включив до себе Зваммердам, незважаючи на сильний опір місцевих жителів.

### Динаміка населення
- 1960 рік[3] — 2 922 осіб[4],
- 2001 рік — 1 810 осіб,
- 2004 рік — 1 920 осіб
- 2010 рік — 1 930 осіб.

## Транспорт
На південний захід від села пролягає автошлях N11 від Алфен-ан-ден-Рейна до Бодегравена. Паралельно до нього пролягає залізнична лінія Вурден-Лейден. З 15 жовтня 1878 року по 15 травня 1935 року У Зваммердамі існувала однойменна залізнична станція.
По території села пролягає міжміський автобусний маршрут № 722, який сполучає Зваммердам з Алфен-ан-ден-Рейном і Бодегравеном.

## Пам'ятки
В селі Зваммердам розташовано 6 національних пам'яток:
- церква із дзвіницею, зведена 1676 року,
- садиба «Lindenhove» XVIII століття,
- садиба XIX століття
- житловий будинок XVIII століття
- житловий будинок, зведений 1675 року і перебудований у XVIII столітті.

## Видатні уродженці
- Квірін ван Брекеленкам[ru] — нідерландський художник.

## Галерея

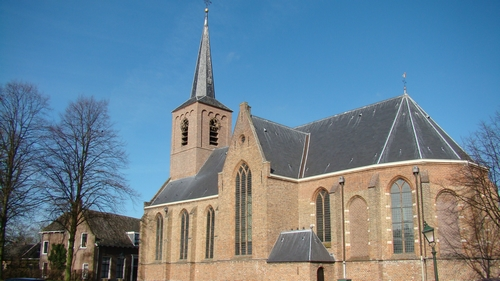
Церква
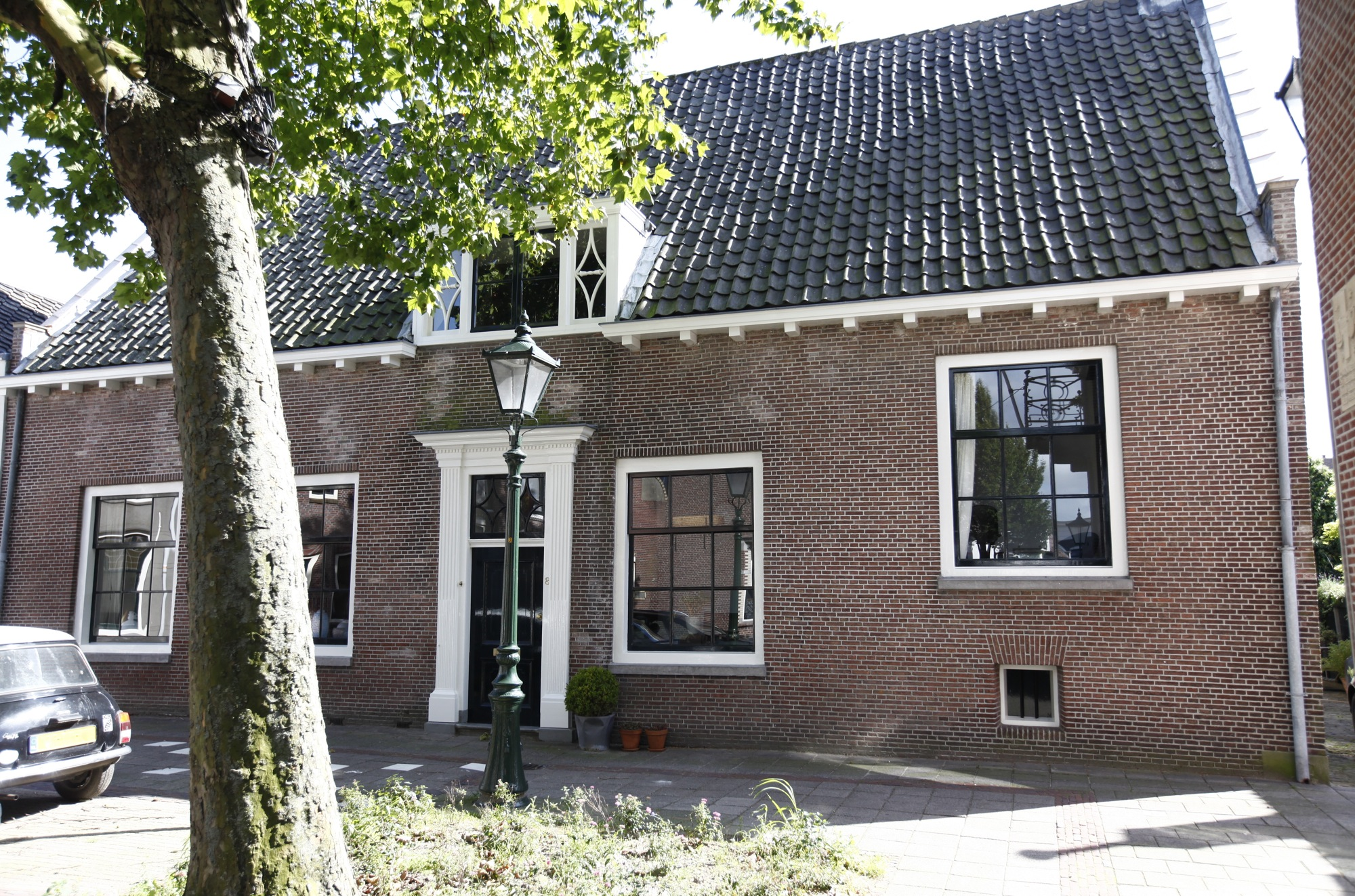
Будинок, зведений 1675 року
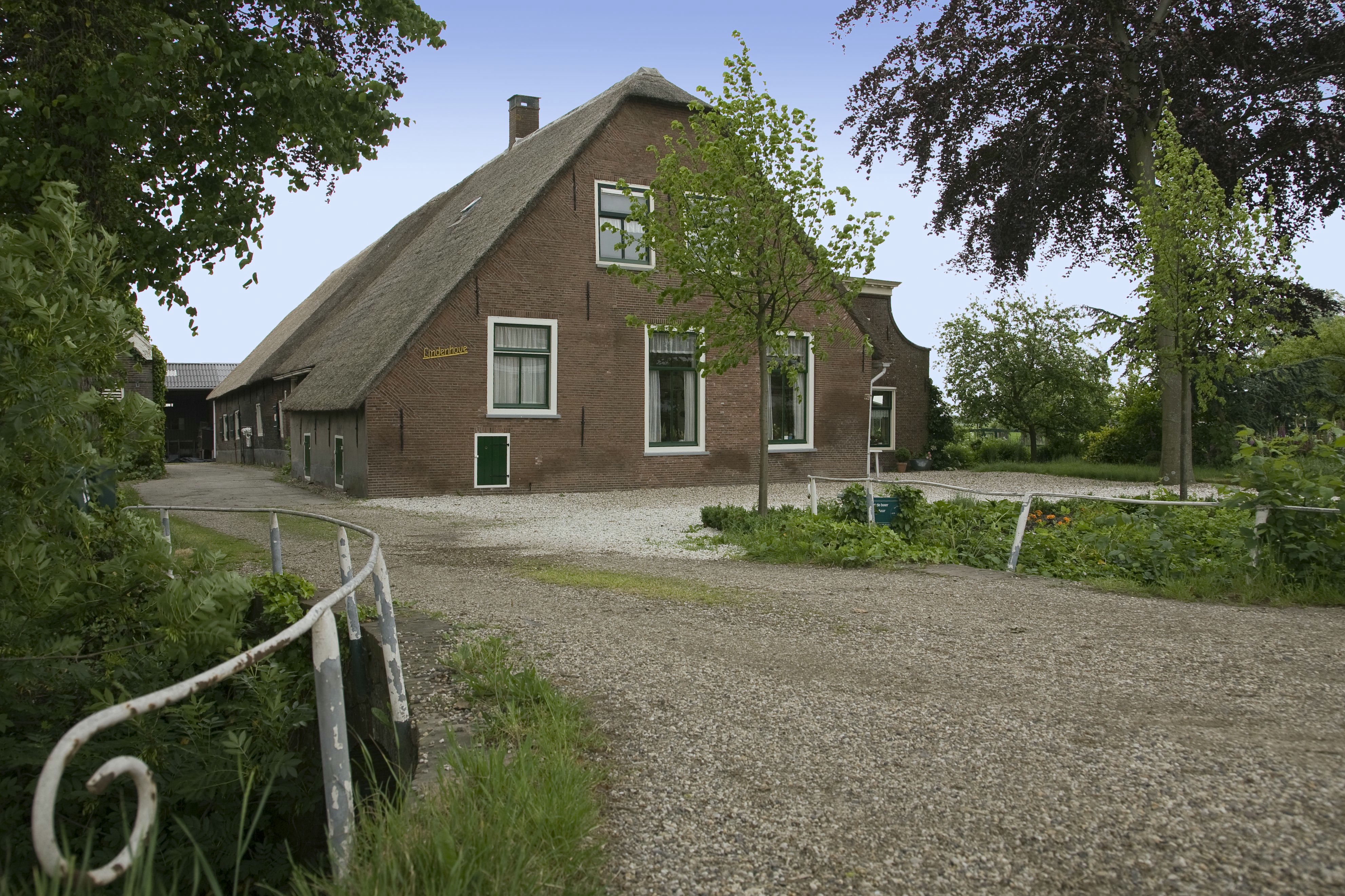
садиба «Lindenhove»
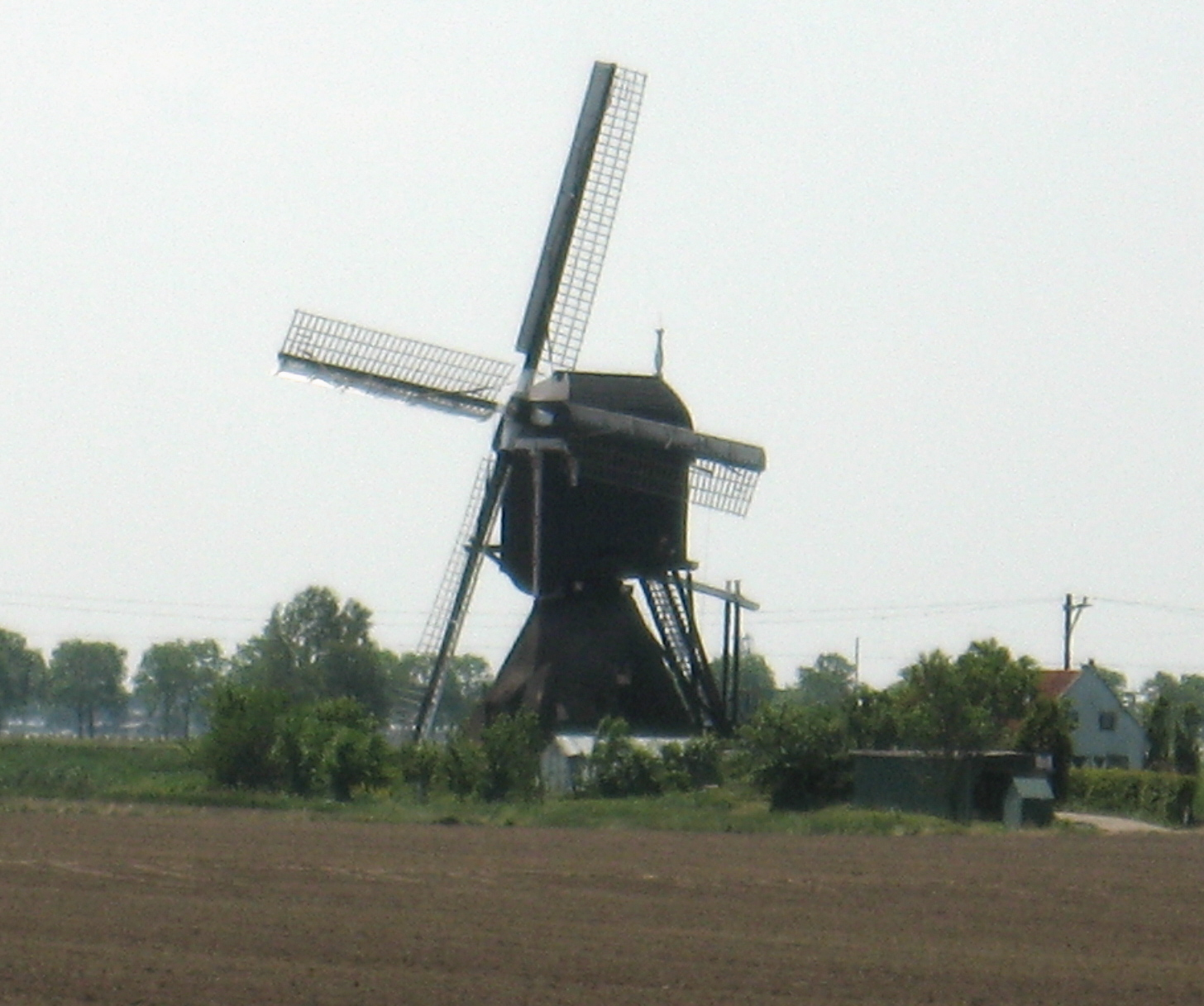
Вітряк Steektermolen біля Зваммердама